# Montreal Winter Carnival Tournament 1883
Montreal Winter Carnival Tournament 1883 var den første ishockeyturnering i forbindelse med Montreal Winter Carnival i Montreal, Quebec, Canada. Turneringen havde deltagelse af fire hold, der i alt spillede seks kampe i perioden 26. – 28. januar 1883. De to første kampe blev spillet udendørs på Saint Lawrence River, mens de efterfølgende kampe blev spillet indendørs i Crystal Rink og Victoria Rink.
Turneringen blev vundet af McGill University Hockey Club, men resultaterne fra turneringen er ellers ukomplette.
| Dato       | Kamp                               | Res. | Spillested         |
| ---------- | ---------------------------------- | ---- | ------------------ |
| 26. januar | Montreal HC – Quebec               | ?–?  | St. Lawrence River |
| 26. januar | McGill University HC – Montreal HC | ?–?  | St. Lawrence River |
| 27. januar | McGill University HC – Quebec      | 2–2  | Crystal Rink       |
| 27. januar | Quebec – Montreal Victorias        | 1–1  | Victoria Rink      |
| 28. januar | Quebec – Montreal Victorias        | ?–?  | ?                  |
| 28. januar | McGill University HC – Quebec      | ?–?  | ?                  |